# Нантья
Нантья́ (фр. Nanthiat) — коммуна во Франции, находится в регионе Аквитания. Департамент — Дордонь. Входит в состав кантона Тивье. Округ коммуны — Нонтрон.
Код INSEE коммуны — 24305.

## География

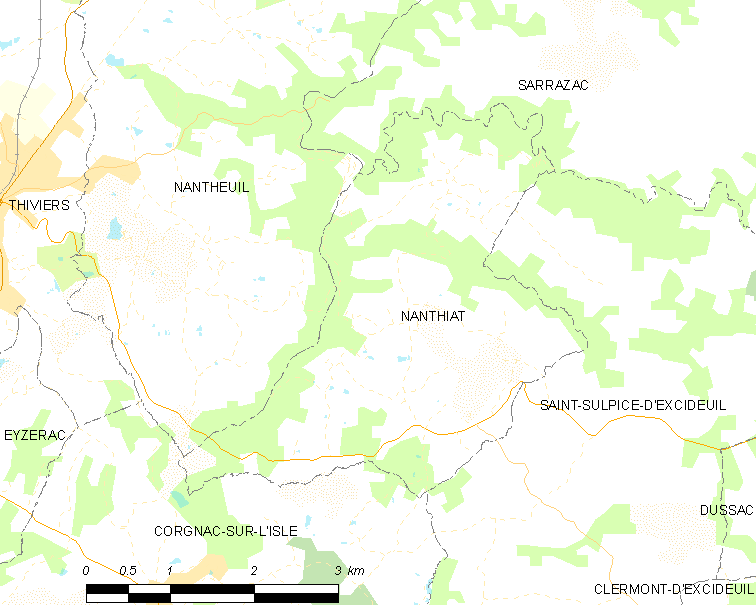
Карта коммуны

Коммуна расположена приблизительно в 400 км к югу от Парижа, в 140 км северо-восточнее Бордо, в 33 км к северо-востоку от Перигё.
На западе коммуны протекает река Иль.

### Климат
Климат умеренный океанический со средним уровнем осадков, которые выпадают преимущественно зимой. Лето здесь долгое и тёплое, однако также довольно влажное, здесь не бывает регулярных периодов летней засухи. Средняя температура января — 5 °C, июля — 18 °C. Изредка вследствие стечения неблагоприятных погодных условий может наблюдаться непродолжительная засуха или случаются поздние заморозки. Климат меняется очень часто, как в течение сезона, так и год от года.

## Население
Население коммуны на 2010 год составляло 282 человека.
| 1962 | 1968 | 1975 | 1982 | 1990 | 1999 | 2010 |
| ---- | ---- | ---- | ---- | ---- | ---- | ---- |
| 388  | 356  | 336  | 336  | 337  | 291  | 282  |

## Администрация
| Период | Период | Фамилия    | Партия       | Примечания |
| ------ | ------ | ---------- | ------------ | ---------- |
| 2001   | 2014   | Серж Жобар | беспартийный | пенсионер  |
| 2014   | 2020   | Поль Менье |              |            |

## Экономика
В 2010 году среди 175 человек трудоспособного возраста (15—64 лет) 122 были экономически активными, 53 — неактивными (показатель активности — 69,7 %, в 1999 году было 63,7 %). Из 122 активных жителей работали 119 человек (60 мужчин и 59 женщин), безработных было 3 (0 мужчин и 3 женщины). Среди 53 неактивных 10 человек были учениками или студентами, 30 — пенсионерами, 13 были неактивными по другим причинам.

## Достопримечательности
- Романская церковь Св. Креста
- Замок Нантья (XVI век). Исторический памятник с 1946 года[5]
- Каменный алтарь с распятием (XIII век). Исторический памятник с 1926 года[6]

## Фотогалерея

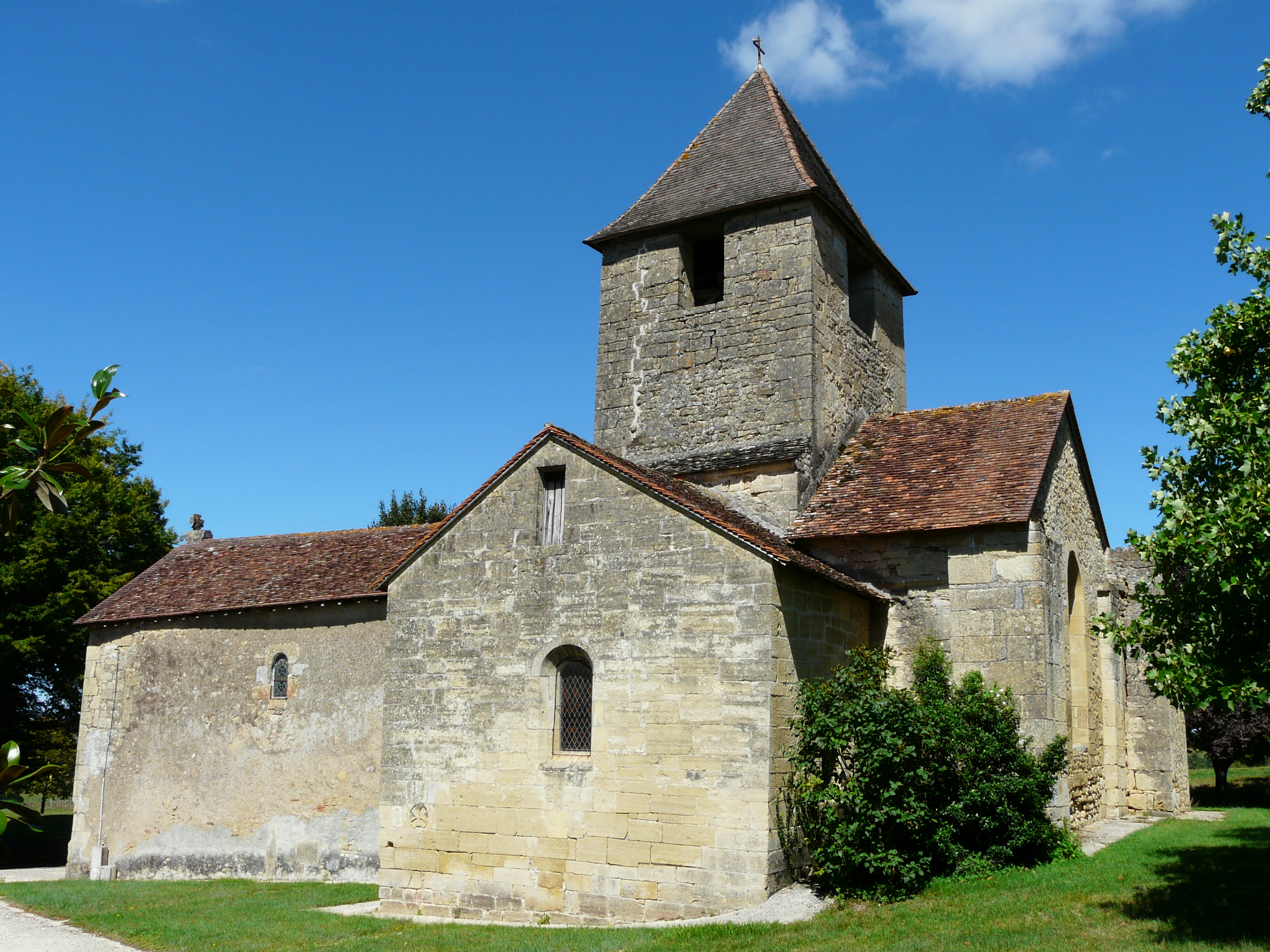
Церковь Св. Креста
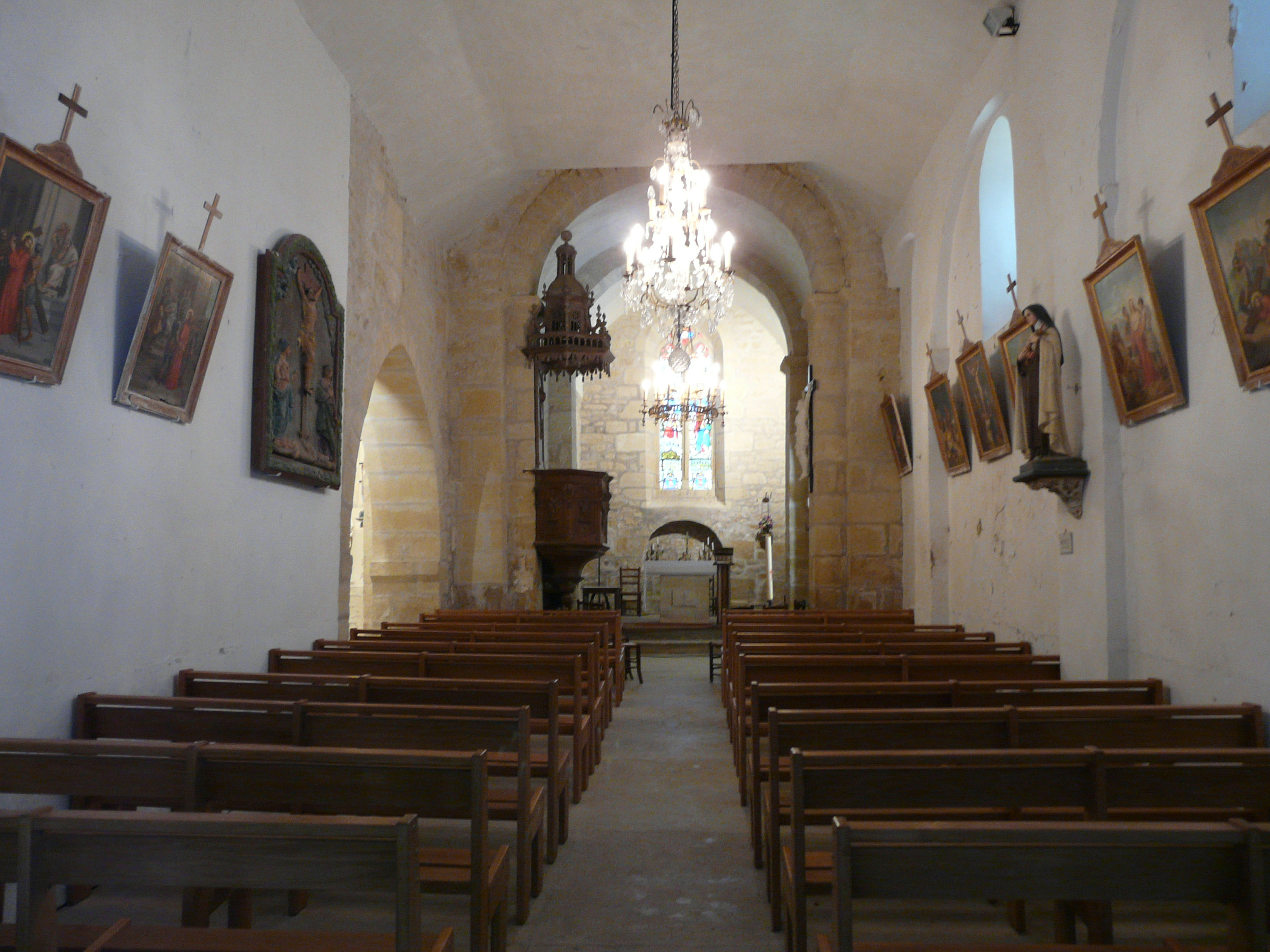
Интерьер церкви Св. Креста
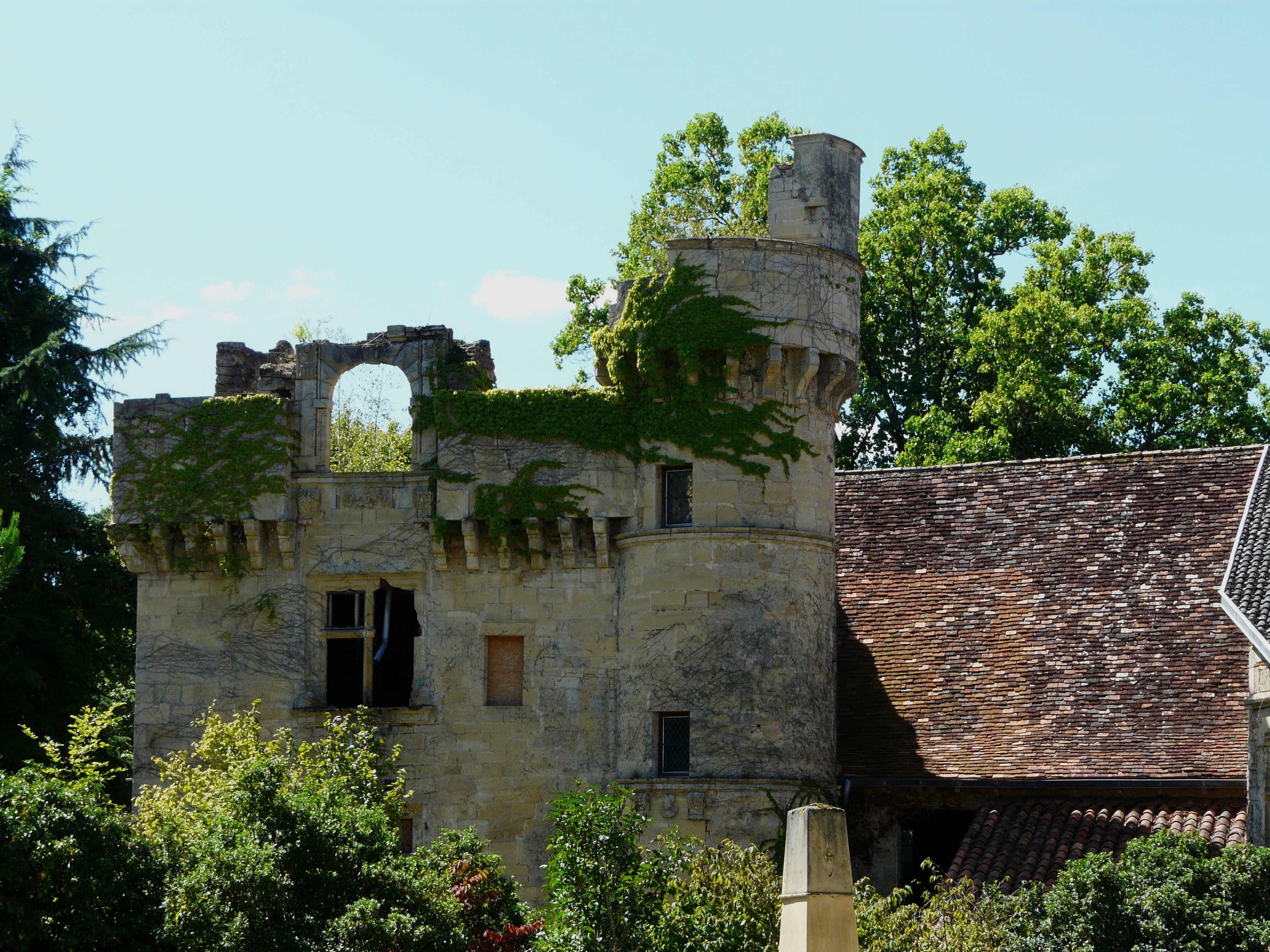
Замок Нантья
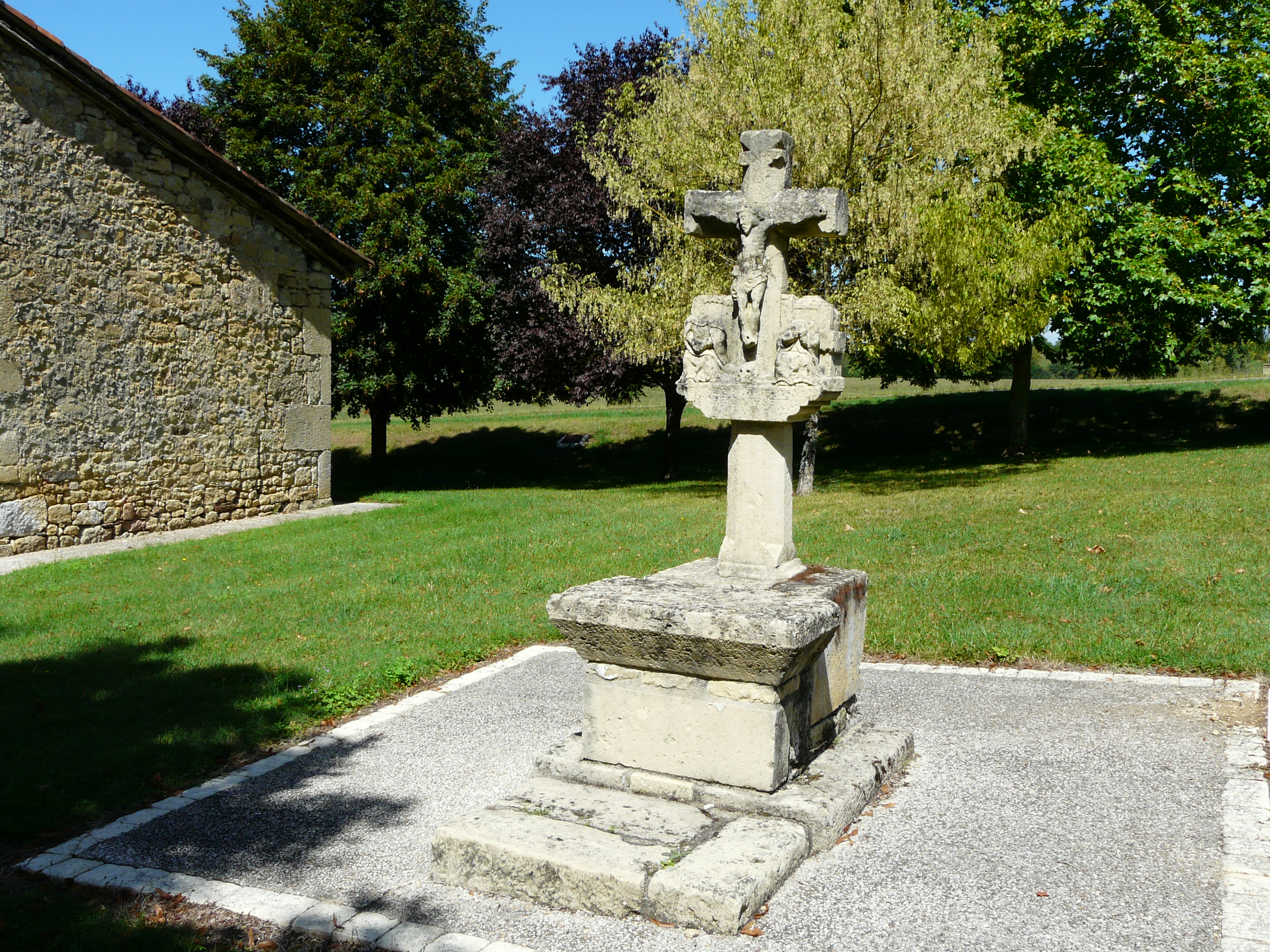
Алтарь с распятием
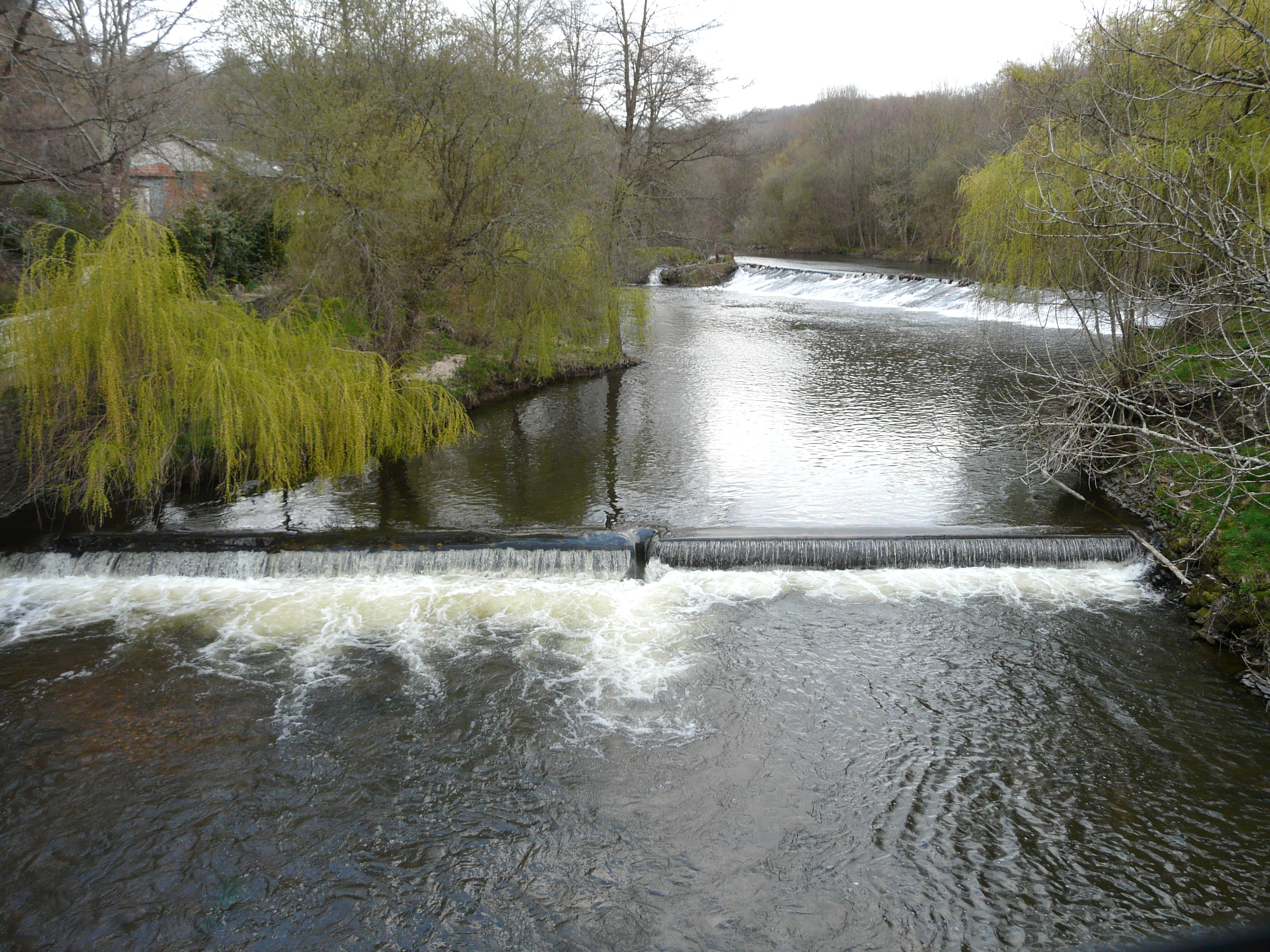
Река Иль